# レファレンスルーム

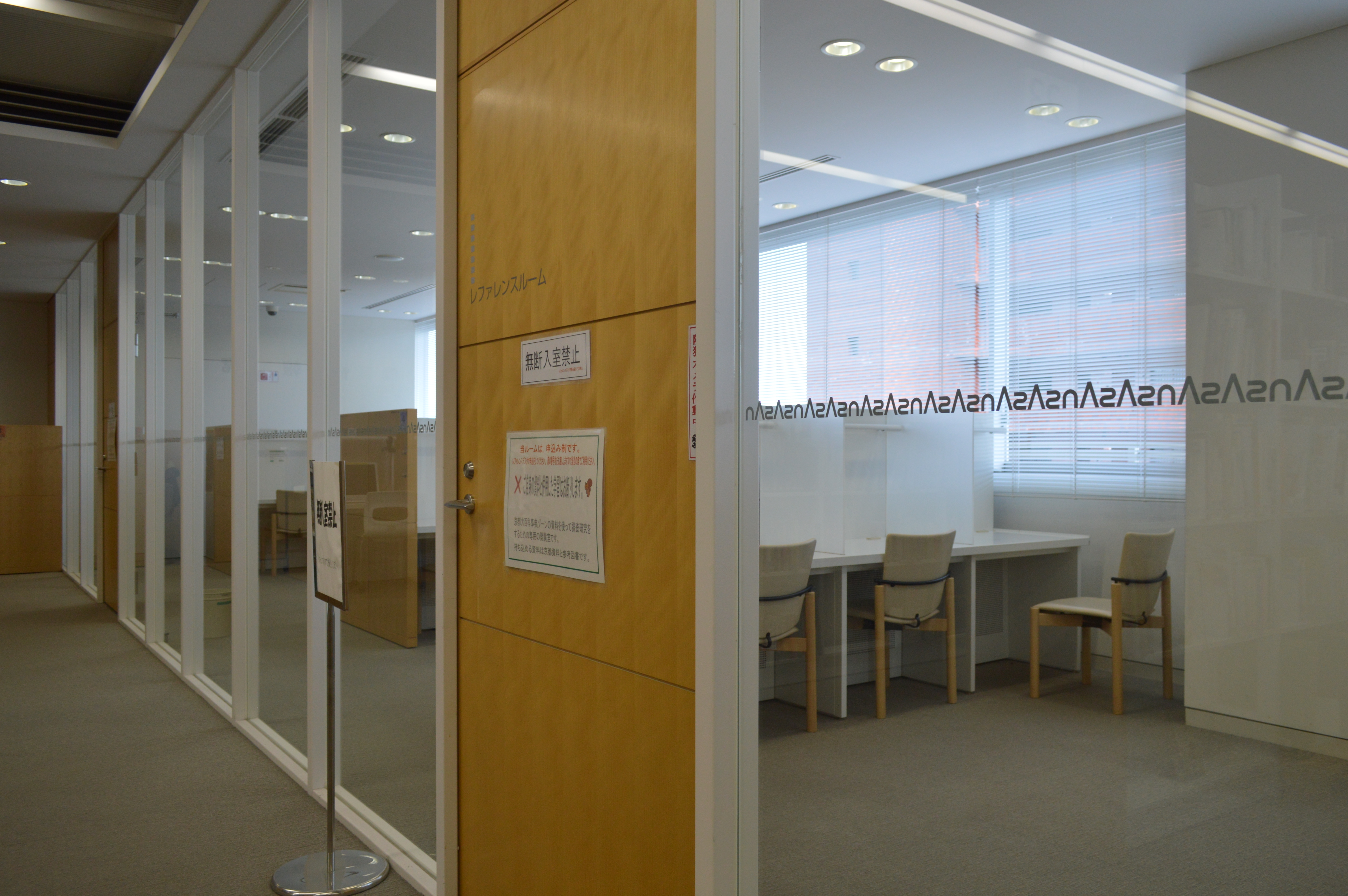
京都市右京中央図書館のレファレンスルーム（2016年）

レファレンスルーム（reference room）とは、図書館において利用者が調べ物を行うために参考図書等を一括して配置した部屋のこと。また、レファレンスサービスを担当する専門職員が配置されている場合もある。日本語では参考図書室・参考調査室・参考室等と訳される場合が多い。
小規模な図書館では、一般の閲覧室の一部を割いてレファレンスルームが設置されている場合がある。室内にはレファレンスサービスを担当する専門職員が配置されたレファレンスカウンターが設置され、インターネット等の検索手段が用いることが可能な状態であることが望ましいとされている。
レファレンスルームの参考図書は不特定多数の調べ物に用いるためのものであることから禁帯出扱いされているが、複写機等による複写（著作権法の許容範囲に限定して）が可能となっている図書館が多く、又場合によっては一夜貸しを認めることもある図書館も例外的に存在する。
大規模な図書館になると、主題別に閲覧室が分かれている場合があり、その場合には共通スペースに総合的・総記的な一般参考室（ジェネラルレファレンスルーム）を設置して一般的・基本的な問い合わせに応じ、更に各主題ごとのレファレンスルームを設けて当該主題に通じた専門職員がレファレンスサービスを担当する場合がある。